# 충청남도의 문화재자료 (제401호 ~ 제500호)
충청남도 문화재자료는 문화재자료 중에서 충청남도 내에 있는 문화재자료를 의미한다.

## 지정목록

### 제401호 ~ 제500호
| 번호    | 사진 | 명칭                                                                                  | 소재지                                           | 관리자 (단체)                            | 지정일                | 참조 |
| 401호   |      | 정충사 (靖忠祠)                                                                       | 충남 홍성군 서부면 판교리 25                     | 임철환                                   | 2009년 10월 20일 지정 |      |
| 402호   |      | 아산 원천재 (牙山 原泉齋)                                                             | 충남 아산시 송악면 동화리 692-1                  | 진주강씨진사공파휘세린문중               | 2009년 10월 20일 지정 |      |
| 403호   |      | 태안 문양목생가터 (泰安 文讓穆生家)                                                   | 충남 태안군 남면 몽산리 268-2번지 외 2필지       | 태안군수                                 | 2009년 12월 21일 지정 |      |
| 404호   |      | 홍가신초상 (洪可臣肖像)                                                               | 충남 아산시                                      | 남양홍씨문장공파종중                     | 2010년 7월 30일 지정  |      |
| 407호   |      | 논산 염술재 (論山 念述齋)                                                             | 충남 논산시 관창로 33-4                          | 김영순                                   | 2010년 12월 30일 지정 |      |
| 409호   |      | 금산 미륵사 석조 (錦山 彌勒寺 石槽)                                                   | 충남 금산군 복수면 지량리 601                    | 미륵사                                   | 2010년 12월 30일 지정 |      |
| 410호   |      | 서산 김적 및 김홍욱묘역 (瑞山 金積 및 金弘郁墓域)                                     | 충남 서산시 대산읍 대로리 산1-1                  | 경주김씨문중                             | 2010년 12월 30일 지정 |      |
| 411호   |      | 충청수영 장교청 (忠淸水營 將校廳)                                                     | 충남 보령시 오천면 소성리 602                    | 보령시                                   | 2010년 12월 30일 지정 |      |
| 412호   |      | 충청수영 진휼청 (忠淸水營 賑恤廳)                                                     | 충남 보령시 오천면 소성리 658                    | 보령시                                   | 2010년 12월 30일 지정 |      |
| 413호   |      | 부여 무량사 영산전 (扶餘 無量寺 靈山殿)                                               | 충남 부여군 무량로 203 (외산면)                  | 무량사                                   | 2010년 12월 30일 지정 |      |
| 414호   |      | 청양 평택임씨 재실 (靑陽 平澤林氏 齋室)                                               | 충남 청양군 화암리 222                           | 평택임씨 재실                            | 2011년 7월 20일 지정  |      |
| 415호   |      | 예산 최익현선생재실                                                                   | 충남 예산군                                      | 최창규                                   | 2011년 7월 20일 지정  |      |
| 416호   |      | 부여 정각사 목조관음 및 세지보살좌상 (扶餘 正覺寺 木造觀音 및 勢至菩薩坐像)           | 충남 부여군 석성면 정각리 354                    | 정각사 주지                              | 2011년 7월 20일 지정  |      |
| 417호   |      | 서산 문수사 소조 나한상 일괄 (瑞山 文殊寺 塑造 羅漢像 一括)                           | 충남 서산시 운산면 태봉리 산40                   | 문수사                                   | 2011년 7월 20일 지정  |      |
| 418호   |      | 부여 고란사 목조아미타여래좌상 및 보살좌상 (扶餘 皐蘭寺 木造阿彌陀如來坐像 및 菩薩坐) | 충남 부여군 부여읍 쌍북리 689                    | 고란사                                   | 2011년 7월 20일 지정  |      |
| 419호   |      | 홍성 고산사 삼층석탑 (洪城 高山寺 三層石塔)                                           | 충청남도 홍성군                                  | 고산사                                   | 2013년 4월 10일 지정  |      |
| 420호   |      | 부여 부산서원 고문서                                                                  | 충남 부여군 부여읍 동남리 36 부여 정림사지박물관 | 부여군수                                 | 2014년 9월 1일 지정   |      |
| 421호   |      | 서산 서광사 목조보살좌상                                                              | 충남 서산시 부춘산1로 44                         | 서광사 주지                              | 2014년 9월 1일 지정   |      |
| 422-1호 |      | 영식필 산신도 백운사본 (永植筆 山神圖 白雲寺本)                                       | 충남 보령시 성주면 심원계곡로 259-200            | 백운사 주지                              | 2014년 9월 1일 지정   |      |
| 422-2호 |      | 영식필 산신도 장곡사본 (永植筆 山神圖 長谷寺本)                                       | 충남 청양군 대치면 장곡길 241(장곡사)            | 청양군 대치면 장곡길 241(장곡사)         | 2015년 7월 10일 지정  |      |
| 423호   |      | 공주 동불사 목조석가여래좌상 (公州 東佛寺 木造釋迦如來坐像)                           | 충남 공주시 포교당길 17                          | 대한불교조계종 동불사 주지 (동불사 주지) | 2019년 1월 30일 지정  |      |
| 424호   |      | 서천 구병희가옥 (舒川 丘秉喜家屋)                                                     | 충남 서천군 시초면 신곡리 162번지                | 구○승 외 1인 (구○승 외 1인)              | 2019년 8월 20일 지정  |      |